# Faecalicatena absiana
Faecalicatena absiana es una especie de  bacteria grampositiva del género Faecalicatena. Fue descrita en el año 2022. Su etimología hace referencia al Centro de Soporte a la Investigación ABS. Es anaerobia estricta, inmóvil y formadora de esporas. Tiene un tamaño de 1,5-2,2 μm de ancho por 2,7-4,6 μm de largo. Temperatura de crecimiento entre 25-45 °C, óptima de 37 °C. Catalasa y oxidasa negativas. Se ha aislado de heces en una granja de cerdos. 